# 楊坊
楊坊（1810年—1865年），字啟堂，又字憩棠，浙江寧波鄞县人，清朝官吏。曾命美國人弗雷德里克·湯森德·華爾組織常胜军，抵抗太平軍。

## 生平
杨坊早年在宁波当绸布店店员，后入教会学校习英语，继因赌博欠债流浪到上海，1843年到上海從商，初於上海最大的洋行—— 英國怡和洋行買辦，也因為英文造詣佳，也教授上海地區清朝官吏英語；後任「四明公所」（公司）董事，蘇松太道觀察使兼署（代理）江蘇布政使吳煦搭擋，
1853年（咸丰三年）9月上海小刀会起事，占领县城，俘虜苏松太道觀察使吴健彰后，伙同美商裴福洋行将吴从囚禁地，偷偷救出藏于租界内新银号钱庄。
翌年10月，受江苏巡抚吉尔杭阿命与英、法两国领事密谋策划镇压小刀会起义军，在城外修筑围墙，切断城内外交通，断绝起义军接济，终使起义军弃城突围归于失败。由同知升为道员。1856年加盐运使衔。
第二次鸦片战争期间，常将从外国商人处了解的英、法联军的意图转报清廷，充当外国侵略者迫使清廷妥协投降的工具。翌年太平军进军上海，亲自出面要求法军代守上海城，又以華爾為隊長，招菲律賓人100餘人為士卒，佈防於上海租界外圍防範太平軍進襲，五月洋槍隊擊退太平軍李秀成部於松江；楊並將女兒嫁給華爾，並透過華爾之弟至美國購買軍艦拱衛上海，遭到當時江蘇巡撫李鴻章阻撓。
1862年3月向清廷保举華爾入中国籍，并奉命将洋枪队改名“常胜军”，与華爾同被委为管带。是年8月華爾烈與太平军的戰鬥中陣亡之後，遭華爾继任者白齐文搶劫，庫中4万余銀元被劫走，事后，被清廷“暂行革职”。从此郁闷不欢，1865年病死。